# 浅草公園水族館
浅草公園水族館（あさくさこうえんすいぞくかん）は、かつて存在した日本の水族館である。通称浅草水族館。
昭和初年に2階が「余興場」となり、軽演劇の劇団「カジノ・フォーリー」が旗揚げしたことで知られる。

## 略歴・概要

### 初の私設水族館
1899年（明治32年）10月15日、 東京市浅草区浅草公園四区（現在の東京都台東区浅草2丁目7、浅草寺伝法院の北）、四区勧工場「共栄館」に改造を加え、開業した。日本初の「私設水族館」であった。
館長は水産伝習所初代事務局長・太田實。海水魚のために、千葉県富津沖から海水を運び入れた。1-16号室の15室の水槽を持ち、地下には食堂、2階には「余興場」があった。観覧料は大人5銭、小人3銭であった。
同年、瞰海堂が『東京名物浅草公園水族館案内』（藤野富之助著）を発行、これは日本初の水族館解説・案内書となった。
なお、「浅草公園水族館」については、水産学の研究・教育に長くかかわった元東海大学海洋科学博物館長の鈴木克美が詳しく調査研究し、その結果が『浅草公園水族館覚え書』なる資料として記録されている。。

### カジノ・フォーリー
1907年（明治40年）4月21日、同水族館に隣接して、昆虫学者の名和靖が「通俗教育昆虫館」を設立した。1918年（大正7年）には根岸興行部に経営が移り、館内にメリーゴーラウンドを設置、1923年（大正12年）9月1日の関東大震災以降には「木馬館」と名を変え、安来節を中心とした演芸場となった（後に浪曲（一階の木馬亭）と大衆演劇（二階の木馬館大衆劇場）の常打ち小屋として現存）。
1929年（昭和4年）7月10日、隣地の「木馬館」の影響もあり、同水族館の経営をしていた興行師・桜井源一郎が、石田守衛に2階「余興場」での演芸をもちかけ、石田が榎本健一を誘って、軽演劇の劇団「カジノ・フォーリー」を旗揚げした。作家の川端康成が同時進行で東京朝日新聞に小説『浅草紅団』（1929年 - 1930年）を連載したことで認知度は高まり、同水族館とその2階の「カジノ・フォーリー」は全国的に知られた。榎本の脱退等を経て、1933年（昭和8年）3月、「カジノ・フォーリー」は解散した。
同水族館の閉館時期は不明だが、1935年（昭和10年）、写真家の桑原甲子雄が同水族館を撮影した写真『浅草公園水族館』を発表、作家の高見順が雑誌『文藝』に1939年（昭和14年）1月 - 1940年（昭和15年）3月の12回連載した小説『如何なる星の下に』では、すでに廃墟として描かれている。

## 関連書籍
- 藤野富之助『東京名物浅草公園水族館案内』、瞰海堂、1899年
- 川端康成『浅草紅団』、東京朝日新聞、1929年 - 1930年
文庫 『浅草紅団・浅草祭』、講談社（講談社文芸文庫）、1996年12月 ISBN 406196397X
書籍 『浅草紅団』上下、埼玉福祉会（大活字本シリーズ）、2005年11月 上 ISBN 4884193350 / 下 ISBN 4884193369

## 関連事項
- カジノ・フォーリー
- 木馬館